# Globorotaloides
Globorotaloides es un género de foraminífero planctónico de la familia Catapsydracidae, de la superfamilia Globorotalioidea, del suborden Globigerinina y del orden Globigerinida. Su especie tipo es Globorotaloides variabilis. Su rango cronoestratigráfico abarca desde el Ypresiense superior (Eoceno inferior) hasta la Zancleense inferior (Plioceno inferior).

## Descripción
Globorotaloides incluía especies con conchas trocoespiraladas, de forma discoidal-globular; sus cámaras eran globulares, e inicialmente seleniformes en el lado espiral; la última cámara podía estar inflada, cubriendo parcialmente el ombligo (pseudobulla); sus suturas intercamerales eran incididas, ligeramente curvas en el lado umbilical y curvas en el lado espiral; su contorno ecuatorial era subredondeado y lobulado; su periferia era redondeada; el ombligo era moderadamente amplio y profundo; su abertura principal era interiomarginal, umbilical-extraumbilical, o umbilical (intraumbilical) en el estadio final, con forma de arco bajo y rodeada con un diente; presentaban pared calcítica hialina, perforada con poros en copa y crestas interporales, y superficie reticulada.

## Discusión
Clasificaciones posteriores han incluido Globorotaloides en la familia Globigerinidae.

## Paleoecología
Globorotaloides incluía especies con un modo de vida planctónico, de distribución latitudinal cosmopolita, preferentemente subtropical-templada, y habitantes pelágicos de aguas profundas (medio mesopelágico inferior a batipelágico superior, en la termoclina).

## Clasificación
Globorotaloides incluye a las siguientes especies:
- Globorotaloides carcoselleensis †
- Globorotaloides hexagonus †
- Globorotaloides permicrus †
- Globorotaloides suteri †
  - Globorotaloides suteri relizensis †
- Globorotaloides testarugosa †
- Globorotaloides turgida †
- Globorotaloides variabilis †

Otras especies consideradas en Globorotaloides son:
- Globorotaloides balakhmatovae †
- Globorotaloides eovariabilis †
- Globorotaloides falconarae †
- Globorotaloides indigena †
  - Globorotaloides indigena anavenezuelana †
  - Globorotaloides indigena redissimilis †
- Globorotaloides oxfordiana †
- Globorotaloides parvulus †
  - Globorotaloides parvulus anasuteri †
  - Globorotaloides parvulus lateraliaperturus †
- Globorotaloides quadrocameratus †
- Globorotaloides trema †